# Bjerkøya
Bjerkøya este o localitate din comuna Sande, provincia Vestfold, Norvegia.